# Styringomyia sabroskyi
Styringomyia sabroskyi là một loài ruồi trong họ Limoniidae. Chúng phân bố ở miền Australasia.